# Ясинский, Всеволод Иванович
Все́волод Ива́нович Яси́нский (1884 — 14 ноября 1933, Берлин) — русский инженер-технолог, конструктор паровых турбин, профессор МВТУ, первый директор Русского научного института в Берлине.

## Биография
Родился в 1884 году в семье учителя.
В 1914–1915 годах был интернирован в Германии. С 1916 года — профессор Московского Высшего технического училища по кафедре паровых турбин, с 1918 — член совета редакции журнала «Вестник инженеров».
В 1921 году, по приглашению Горького, участвовал в работе Всероссийского комитета помощи голодающим. 21 августа арестован, через два месяца освобождён под подписку о невыезде. В заключении по делу Ясинского было записано:
Опрос гр[ажданина] Ясинского и просмотр материала к его делу привел меня к следующему: проф. Ясинский принадлежит, несомненно, к числу граждан, совершенно чуждых советской власти, советскому строительству, не могущий хоть в малой мере таковому сочувствовать и «нейтрализм» и аполитичность которых подвергается самым большим сомнениям. Следствие, мною проведенное, не дает никаких, однако, оснований полагать причастность (или осведомленность гр. Ясинского) к закулисной работе группы членов Комитета в к.-рев[олюционной], политической области. И, поскольку общие материалы дела и следствия по Комитету в целом не дают конкретных показаний против проф. Ясинского, считая дальнейшее оставление его в заключении необоснованным и полагаю гр. Ясинского из тюрьмы освободить.
В августе 1922 года был вновь арестован. 21 августа коллегия ГПУ постановила выслать Ясинского за границу. 29 сентября покинул Петроград на пароходе «Обербургомистр Хакен».
Обосновался в Германии. Стал первым директором Русского научного института в Берлине (февраль 1923 — ноябрь 1931), десять лет состоял председателем Русского академического союза в Берлине.
Умер в 1933 году в Берлине.